# Берналь, Хуан Мануэль
Хуан Мануэль Берналь (исп. Juan Manuel Bernal Chavez) (22 декабря 1967, Мехико, Мексика) — известный мексиканский актёр театра и кино.

## Биография
Родился 22 декабря 1967 года. С детства мечтать стать бухгалтером и поэтому после окончания средней школы поступил в Национальный политехнический институт, но после выхода на экраны телесериала Просто Мария, где в роли Луиса играл его однофамилец Херман решил стать актёром и бросил учёбу в первом институте и перешёл в UNAM на актёрский факультет. В мексиканском кинематографе дебютировал в 1993 году и с тех пор снялся в 55 работах в кино и телесериалах. Телесериалы Алондра, Узы любви, Мне не жить без тебя и Разлучённые оказались наиболее популярными с участием актёра. В 1998 году в связи с кризисом на телекомпании Televisa перешёл на TV Azteca. Был номинирован 4 раза на премии Ariel Awards и TVyNovelas, из них ему удалось одержать достойную победу только в первой премии.

## Фильмография
1
Убежище
Refugio ... Oscar
2
Traición (2017)
... Félix
3
Las siete muertes (2017)
... Norman
4
Vive por mí (2016)
5
El Jeremías (2015)
... Ricardo Lecanda
6
Здесь на районе как в раю (сериал, 2015)
Así en el barrio como en el cielo ... Jesús 'El Gallo' López
7
Безупречное послушание (2014)
Obediencia perfecta ... Angel de la Cruz
8
Четыре луны (2014)
Cuatro lunas ... Héctor
9
Yo Descubrí Yucatán (2013)
... короткометражка
10
Tlatelolco, Verano de 68 (2013)
... Ernesto
11
Жить не со временем (сериал, 2013)
Vivir a destiempo ... Patricio Delgado
12
El fantástico mundo de Juan Orol (2012)
... Vendedor de Kodak
13
Пленённая любовь (сериал, 2012)
Amor Cautivo ... Nicolas Santacruz
14
Нападение на кино (2011)
Asalto al cine ... Gerente
15
В глубине души (сериал, 2011)
Bajo el alma ... Armando Bravo
16
Чикогранде (2010)
Chicogrande ... Médico Gringo
17
Секреты души (сериал, 2008 – 2009)
Secretos del alma ... Carlos Lascuráin
18
High school musical: El desafío (2008)
... Padre de Cristobal
19
Вечная ночь (сериал, 2008)
Noche eterna ... Ariel
20
Кападокия (сериал, 2008 – ...)
Capadocia ... Federico Márquez
21
Пока проходит жизнь (сериал, 2007 – ...)
Cambio de vida
22
Надоело целовать лягушек (2006)
Cansada de besar sapos ... Roberto
23
Esperanza (ТВ, 2005)
24
Medalla al empeño (2004)
... Empleado; короткометражка
25
Наследница (сериал, 2004 – 2005)
La heredera ... Dionisio
26
Блуберри (2004)
Blueberry ... Jeremy
27
Ни с того, ни с сего (2003)
Sin ton ni Sonia ... Orlando
28
Свет женских глаз 2 (сериал, 2003 – 2004)
Mirada de mujer: El regreso
29
El espejo (2003)
... FABIAN; короткометражка
30
Голубая комната (2002)
La habitación azul ... Antonio
31
Слишком много любви (2002)
Demasiado amor ... Golpeador
32
Любовь и вероломство (сериал, 2001)
Amores querer con alevosía ... Mario Rodríguez
33
Улица невест (сериал, 2000)
La calle de las novias ... Román Mendoza
34
Без следа (2000)
Sin dejar huella ... El Primo
35
Любовное наваждение (сериал, 1999)
Romántica Obsesión ... Alejandro
36
Кандидат (сериал, 1999)
El candidato ... Jerónimo Manrique (1999-2000)
37
No existen diferencias (1999)
... Tomás; короткометражка
38
Кориандр и петрушка (1998)
Cilantro y perejil ... Jorge
39
Искушение (сериал, 1998)
Tentaciones ... Diego Segovia
40
Разлучённые (сериал, 1997)
Desencuentro ... Sergio
41
El futuro es ahora (1997)
... короткометражка
42
Una para llevar (1997)
... Pickpocket; короткометражка
43
Alta tensión (1997)
44
Мне не жить без тебя (сериал, 1996)
Te sigo amando ... Alberto
45
El plato fuerte (1995)
... короткометражка
46
Узы любви (сериал, 1995 – ...)
Lazos de amor ... Gerardo Sandoval
47
En cualquier parte del mundo (1995)
48
Алондра (сериал, 1995)
Alondra ... Rigoberto Escobar
49
Падшая любовь (1995)
El Callejón de los Milagros ... Chava
50
Там за мостом (сериал, 1994)
Más allá del puente ... Chinino
51
Tiempo cautivo (1994)
... короткометражка
52
Насмерть (1994)
Hasta morir ... El Boy
53
Letras capitales (1993)
... короткометражка
54
Женщина, случаи из реальной жизни (сериал, 1985 – ...)
Mujer, casos de la vida real

### Камео
55
Cuatro labios (2004)